# Inga stenopoda
Inga stenopoda är en ärtväxtart som beskrevs av Henri François Pittier. Inga stenopoda ingår i släktet Inga och familjen ärtväxter. Inga underarter finns listade i Catalogue of Life.